# أليوت موريس
أليوت موريس (بالإنجليزية: Elliot Morris)‏ (4 مايو 1981 ببلفاست في المملكة المتحدة - ) هو لاعب كرة قدم بريطاني في مركز حراسة المرمى. لعب مع غلينتوران ووست بروميتش ألبيون.

## وصلات خارجية
- أليوت موريس على موقع قاعدة بيانات كرة القدم.إي يو (الإنجليزية)